# Maracanã
Das Maracanã (portugiesisch Estádio do Maracanã, im deutschsprachigen Raum auch Maracanã-Stadion), offiziell Estádio Jornalista Mário Filho, ist ein Fußballstadion in der brasilianischen Metropole Rio de Janeiro. Bei seiner Fertigstellung 1950 war es mit einem Fassungsvermögen von bis zu 200.000 Zuschauern das größte Fußballstadion der Welt. Nach zahlreichen Modernisierungen liegt die Kapazität heute bei 78.838 Zuschauern.
Das Maracanã liegt im Complexo Esportivo do Maracanã (portugiesisch für Sportkomplex von Maracanã), zu dem auch die Mehrzweckhalle Maracanãzinho und das Schwimmstadion Parque Aquático Júlio Delamare gehören.

## Name des Stadions
Das Maracanã erhielt nach dem Ableben des Journalisten Mário Filho im Jahr 1966 den Namen Estádio Jornalista Mário Filho. Filho engagierte sich Ende der 1940er Jahre mit seiner Zeitung O Mundo Sportivo stark dafür, dass das Hauptstadion für die Fußball-Weltmeisterschaft 1950 nicht in Jacarepaguá, in den westlichen Ausläufern von Rio de Janeiro, sondern im Stadtteil Maracanã, nur wenige Kilometer westlich des Stadtzentrums, auf dem verwaisten Gelände der Pferderennbahn des Derby Clube, gebaut wurde. Sein hauptsächlicher Widersacher war hier der Journalist und Stadtrat Carlos Lacerda, später Aspirant für das Präsidentenamt und Gouverneur des Bundesstaates Guanabara.

## Geschichte

Eröffnungsspiel des Maracanã-Stadions vor der WM 1950.

Nachdem Brasilien den Zuschlag für die Fußball-Weltmeisterschaft 1950 bekommen hatte, beschloss die brasilianische Regierung den Bau eines neuen Stadions, das 200.000 Zuschauern Platz bieten sollte. Die Pläne für das Stadion wurden von acht brasilianischen Architekten (Miguel Feldman, Waldir Ramos, Raffael Galvão, Oscar Valdetaro, Orlando Azevedo, Antônio Dias, Pedro Carneiro und Paulo Bastos Bernardes) ausgearbeitet. Die Arbeiten für das Stadion wurden am 2. August 1948 mit der Grundsteinlegung eingeleitet und dauerten insgesamt zwei Jahre.

### Eröffnung und WM 1950
Das Eröffnungsspiel des Stadions fand am 16. Juni 1950 zwischen den Rio de Janeiro All-Stars und São Paulo All-Stars statt und endete mit einem 3:1-Sieg für die Heimmannschaft. Valdir Pereira gelang dabei das erste Tor. Das Stadion präsentierte sich dabei allerdings immer noch als eine Baustelle. Es fehlten Sanitäranlagen und eine Pressetribüne. Trotz des unfertigen Zustands erlaubte die FIFA jedoch, dass im Stadion gespielt wurde. So fand am 24. Juni 1950, vor 81.000 Zuschauern, das erste WM-Spiel zwischen Brasilien und Mexiko statt.

### Maracanaço
Am 16. Juli 1950 wurde im Stadion das letzte Spiel dieser Weltmeisterschaft zwischen Brasilien und Uruguay ausgetragen. Die favorisierten Brasilianer unterlagen dabei überraschend mit 1:2 und verpassten so den bereits sicher geglaubten WM-Titel, was bis in die Gegenwart als nationales Trauma gilt und wofür in Brasilien der Begriff Maracanaço geprägt wurde. Wie viele Zuschauer das Spiel im Stadion genau sahen, kann heute nicht mehr festgestellt werden. Als gesichert gilt die Zahl 173.850, oft werden auch 199.854 oder gar 203.851 Zuschauer angegeben.

### Die Jahre nach der WM 1950
Am 21. März 1954 wurde ein neuer offizieller Zuschauerrekord im Spiel zwischen Brasilien und Paraguay aufgestellt: 183.513 Zuschauer sahen den Sieg der Heimmannschaft. 1965, 17 Jahre nach dem Baubeginn, wurde das Stadion endgültig fertiggestellt. Nach der WM 1950 wurde das Maracanã vor allem von den vier großen Fußballvereinen aus Rio de Janeiro verwendet: CR Vasco da Gama, Botafogo FR, CR Flamengo und Fluminense FC. Das Stadion wurde außerdem für Pokalendspiele, unter anderem für die Copa do Brasil und die Campeonato Carioca, genutzt. Im September 1966 starb der brasilianische Journalist Mário Rodrigues Filho, der weitgehend am Bau des Stadions beteiligt war. Ihm zu Ehren erhielt das Stadion den offiziellen Namen Estádio Jornalista Mário Filho, wobei die Bezeichnung Maracanã auch weiterhin verwendet wird.

### 1990er und 2000er Jahre
Durch den Einsturz einer Tribüne am 19. Juli 1992 starben drei Zuschauer und 50 wurden verletzt. Nach der Katastrophe wurde die Stadionkapazität stark reduziert, wobei auch sämtliche Stehplätze entfernt wurden. 1998 wurde das Maracanã als nationales Wahrzeichen eingestuft, darf daher nicht abgerissen werden. Im Jahr 2000 war es Austragungsort des Finales der ersten FIFA-Klub-Weltmeisterschaft zwischen CR Vasco da Gama und Corinthians São Paulo, das Corinthians im Elfmeterschießen gewannen.
Nach seinem 50. Geburtstag im Jahr 2000 wurde es für die im Juli 2007 in Rio de Janeiro auszutragenden Panamerikanischen Spiele renoviert. Dabei wurden der Innenraum mit dem Spielfeld um 1,40 Meter abgesenkt und neue Sitze eingebaut. Während der Umbauarbeiten fanden zwischenzeitlich nur etwa 44.000 Fans im ehemals größten Stadion der Welt Platz, das im Januar 2007 mit 82.238 Sitzplätzen wiedereröffnet wurde.
In den vergangenen Jahren wurde das Maracanã für die Spiele der brasilianischen Fußballnationalmannschaft und von diversen Vereinen der Stadt genutzt.

### Umbau für die WM 2014 und Olympia 2016
Im Hinblick auf die Fußball-Weltmeisterschaft 2014, die Olympischen Sommerspiele 2016 sowie die Paralympics 2016 wurde die Spielstätte komplett renoviert. Die Kosten für die Renovierung beliefen sich auf knapp 316 Millionen Euro. Durch den Einbau neuer Pressetribünen und Logen sank die Kapazität des Stadions für internationale Spiele auf 74.738 Zuschauer. Aufgrund dieser Arbeiten ruhte der Spielbetrieb in dem Stadion ab Anfang September 2010 für knapp drei Jahre. Am 30. Mai 2013 bestritten die Fußballnationalmannschaften von Brasilien und England das erste Länderspiel nach der Wiedereröffnung, das 2:2 endete.

### Nach den Olympischen Spielen

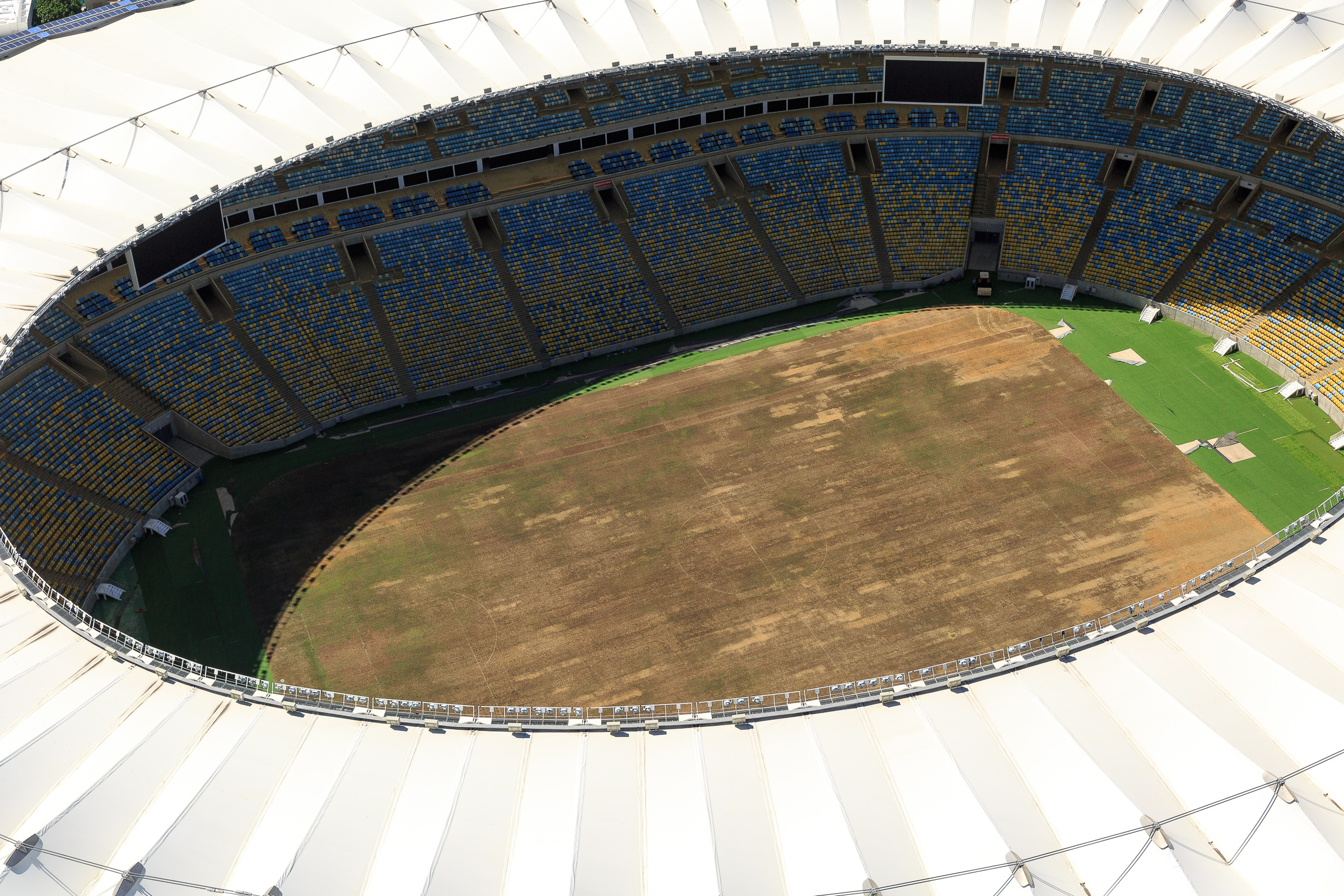
Luftbild von Maracanãs Spielfeld im Februar 2017

In den Monaten nach Beendigung der Olympischen Spiele zeigte sich das Stadion in einem sehr schlechten und nicht mehr benutzbaren Zustand. Der Rasen war verdorrt, außerdem waren Sitze und Fernseher herausgerissen und gestohlen worden. Schulden beim lokalen Energieversorger führten darüber hinaus dazu, dass der Strom vorübergehend abgestellt wurde. In dieser Zeit wurden Führungen durch das Stadion vollständig eingestellt. Grund für diese Entwicklungen soll ein Rechtsstreit über die Zuständigkeit für die Instandhaltung des Stadions nach den Olympischen Spielen zwischen dem damaligen Betreiber und dem Olympia-Organisationskomitee gewesen sein.
Im Frühjahr 2017 wurde das Stadion vorübergehend für drei Spiele der Copa Libertadores wiedereröffnet, nachdem Flamengo die Kosten für Reparaturen sowie offene Rechnungen übernommen hatte.
Im Jahr 2017 sollte der Betrieb des Stadions durch die französische Unternehmensgruppe Groupe Lagardère übernommen werden. Das Unternehmen zog sich allerdings nach wenigen Monaten aufgrund von Rechtsunsicherheiten von seinem Angebot zurück. Im März 2019 übernahm der Bundesstaat Rio de Janeiro die Verwaltung des Stadions. Bei der Copa América 2019 in Brasilien diente das Maracanã unter anderem als Finalstadion.

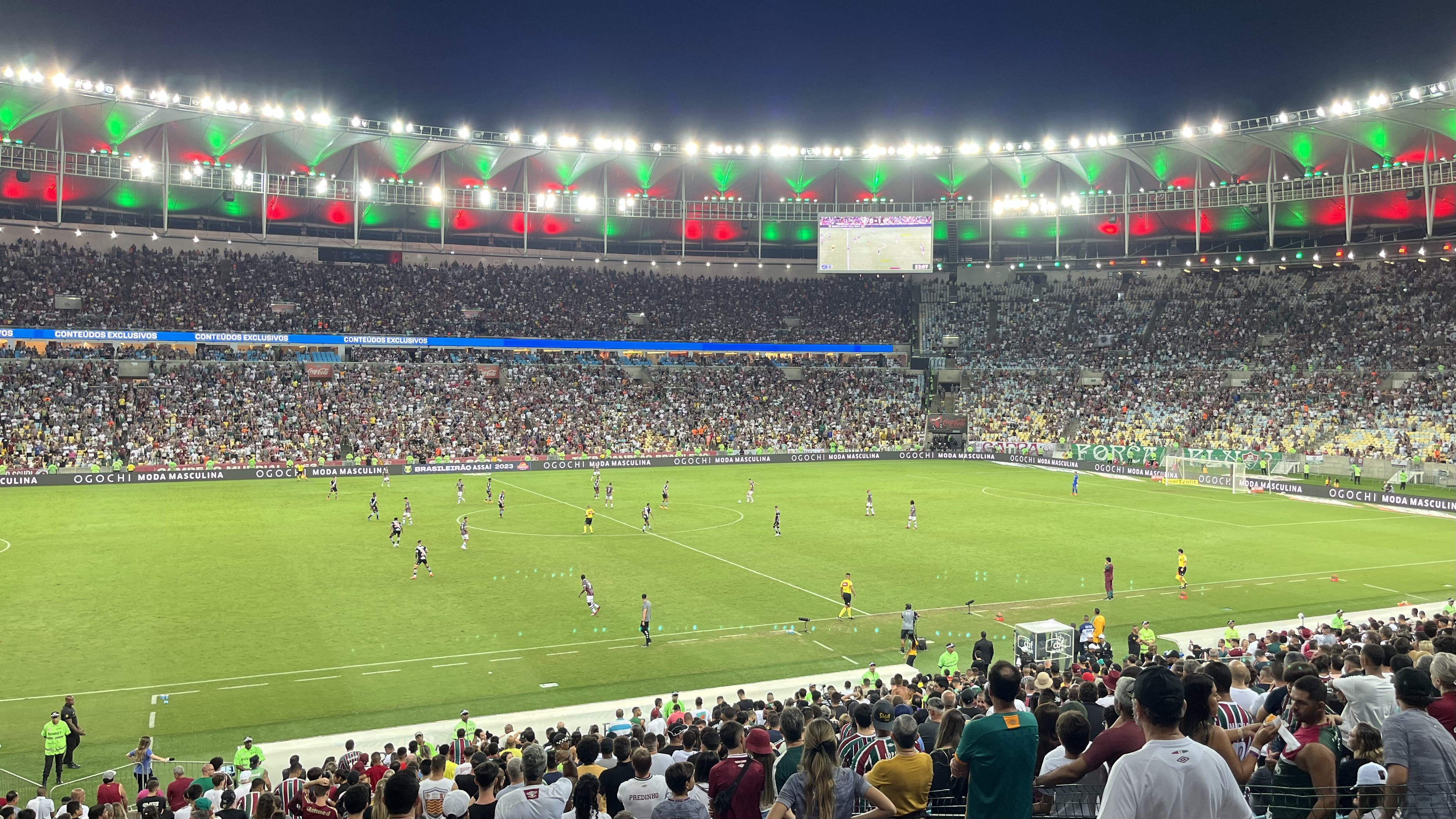
Das Maracanã während eines Clássico dos Gigantes zwischen Fluminense und Vasco im Rahmen der Série A 2023 (1:1)

2020 feierte das Stadion seinen 70. Geburtstag. Flamengo Rio de Janeiro wollte für die nächsten 35 Jahre Betreiber der Spielstätte werden. Zu der Zeit war immer wieder vom Bau eines eigenen Stadions die Rede. Dies lehnte Club-Präsident Rodolfo Landim ab. Der Neubau hätte eine schlechtere Lage und Flamengo wäre Jahrzehnte mit der Rückzahlung der Schulden und Zinsen belastet. Ein Stadion mit 60.000 Plätzen hätte rund 212 Mio. Euro gekostet. Landim wollte, im Fall einer Übernahme des Maracanã durch Flamengo, die Kapazität verändern. Aus den Sitzplätzen hinter den Toren sollten Stehplatzbereiche werden. Aus den jetzt 79.000 Plätzen wären rund 94.000 Plätze geworden. Es sollten 15.000 günstigere Plätze für ärmere Fußballfans geschaffen werden. Das Thema Stehplätze war Teil der Verhandlungen. Die Änderungen konnten frühestens nach dem Finale der Copa Libertadores 2020 stattfinden, welches im Maracanã ausgetragen wurde.
Die Änderungen erfolgten nicht. Gemeinsam mit Fluminense hatte Flamengo bereits 2019 eine Gesellschaft gegründet, welche sich künftig um die Administration der Stadionverwaltung kümmern sollte, die Fla-Flu S.A. Die Gesellschaft beantragte bei der Bundesregierung von Rio de Janeiro den Zuschlag für die Verwaltung, welchem stattgegeben wurde. Vasco da Gama klagte gegen diesen, weil die Klubs dadurch einen Vorteil erlangen würden. Der Klage wurde nicht stattgegeben. Im November 2023 wurde die Vertragslaufzeit, bis zu einer endgültigen rechtlichen Entscheidung, für die Fla-Flu S.A. bis Jahresende 2024 verlängert. Im Mai 2024 wurde die offizielle Vergabe der Betreiberrechte für 20 Jahre durch die Fla-Flu S.A. bekannt gegeben. Gegen diese Entscheidung können noch Rechtsmittel eingelegt werden.

## Konföderationen-Pokal 2013
| Datum         | Runde    | Heim      | Gast    | Ergebnis   |
| ------------- | -------- | --------- | ------- | ---------- |
| 16. Juni 2013 | Vorrunde | Mexiko    | Italien | 1:2 (1:1)  |
| 20. Juni 2013 | Vorrunde | Spanien   | Tahiti  | 10:0 (4:0) |
| 30. Juni 2013 | Finale   | Brasilien | Spanien | 3:0 (2:0)  |

## Spiele der Fußball-Weltmeisterschaft 2014

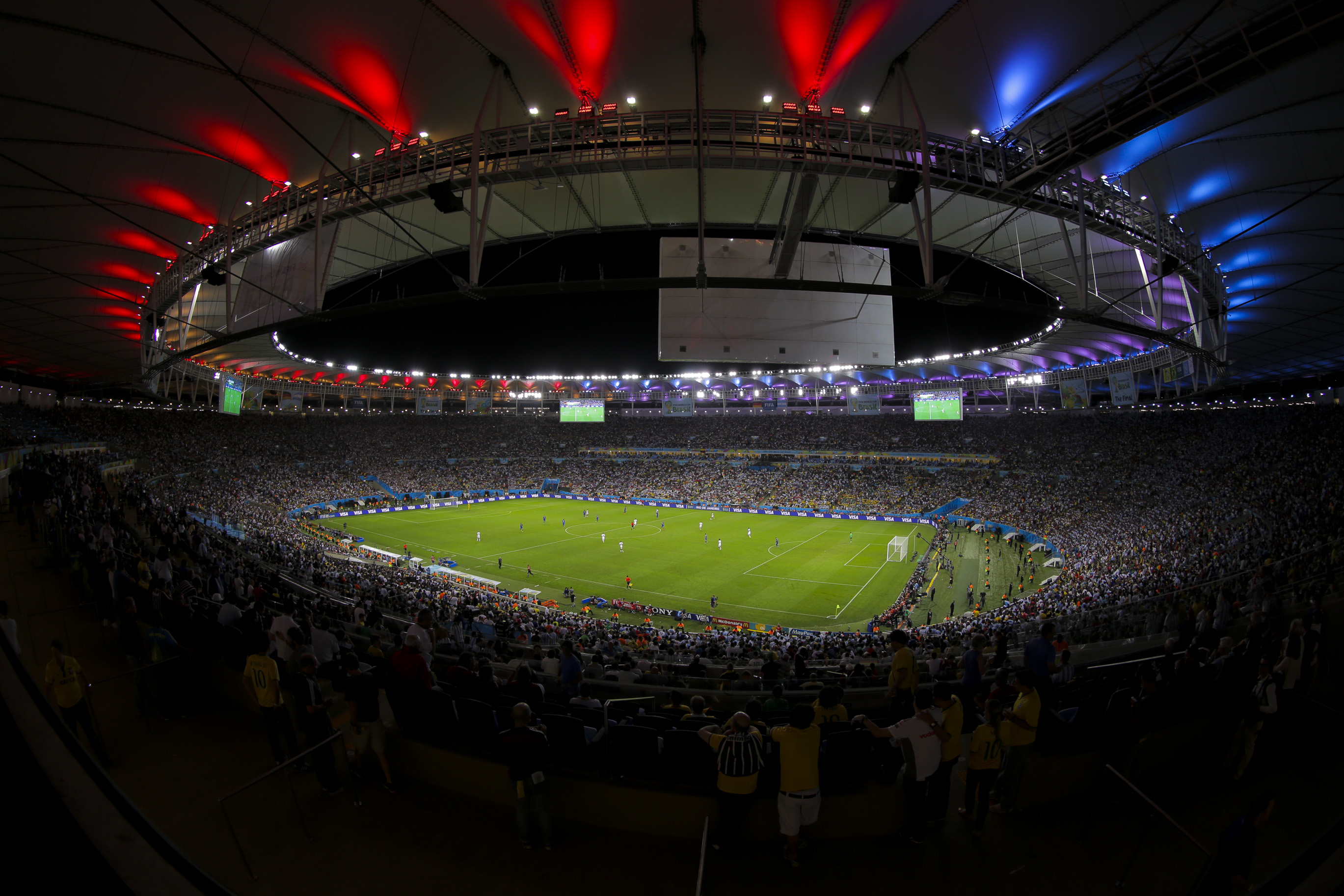
Innenansicht des Stadions während des Finales der WM 2014 zwischen Deutschland und Argentinien

Während der Weltmeisterschaft fanden folgende Spiele im Stadion statt:
|                                                                                   |   |                         |           |
| So., 15. Juni 2014 um 19:00 Uhr (Mo., 16. Juni 2014 um 00:00 Uhr MESZ) – Gruppe F |   |                         |           |
| Argentinien                                                                       | – | Bosnien und Herzegowina | 2:1 (1:0) |
| Mi., 18. Juni 2014 um 16:00 Uhr (21:00 Uhr MESZ) – Gruppe B                       |   |                         |           |
| Spanien                                                                           | – | Chile                   | 0:2 (0:2) |
| So., 22. Juni 2014 um 13:00 Uhr (18:00 Uhr MESZ) – Gruppe H                       |   |                         |           |
| Belgien                                                                           | – | Russland                | 1:0 (0:0) |
| Mi., 25. Juni 2014 um 17:00 Uhr (22:00 Uhr MESZ) – Gruppe E                       |   |                         |           |
| Ecuador                                                                           | – | Frankreich              | 0:0       |
| Sa., 28. Juni 2014 um 17:00 Uhr (22:00 Uhr MESZ) – Achtelfinale 2                 |   |                         |           |
| Kolumbien                                                                         | – | Uruguay                 | 2:0 (1:0) |
| Fr., 4. Juli 2014 um 13:00 Uhr (18:00 Uhr MESZ) – Viertelfinale 2                 |   |                         |           |
| Frankreich                                                                        | – | Deutschland             | 0:1 (0:1) |
| So., 13. Juli 2014 um 16:00 Uhr (21:00 Uhr MESZ) – Finale                         |   |                         |           |
| Deutschland                                                                       | – | Argentinien             | 1:0 n. V. |

## Olympische Spiele 2016
Im Maracanã fanden die Eröffnungs- und die Schlussfeier sowohl für die Olympischen Sommerspiele 2016 als auch für die Sommer-Paralympics 2016 statt. Darüber hinaus wurden in den olympischen Fußballturnieren sowohl bei den Herren als auch bei den Damen jeweils ein Halbfinale und die Finalspiele im Stadion ausgetragen.
| Datum         | Runde               | Heim      | Gast        | Ergebnis                        |
| ------------- | ------------------- | --------- | ----------- | ------------------------------- |
| 16. Aug. 2016 | Halbfinale (Frauen) | Brasilien | Schweden    | 0:0 n. V., 3:4 i. E.            |
| 17. Aug. 2016 | Halbfinale (Männer) | Brasilien | Honduras    | 6:0 (3:0)                       |
| 19. Aug. 2016 | Finale (Frauen)     | Schweden  | Deutschland | 1:2 (0:0)                       |
| 20. Aug. 2016 | Finale (Männer)     | Brasilien | Deutschland | 1:1 n. V. (1:1, 1:0), 5:4 i. E. |

## Diverse Veranstaltungen

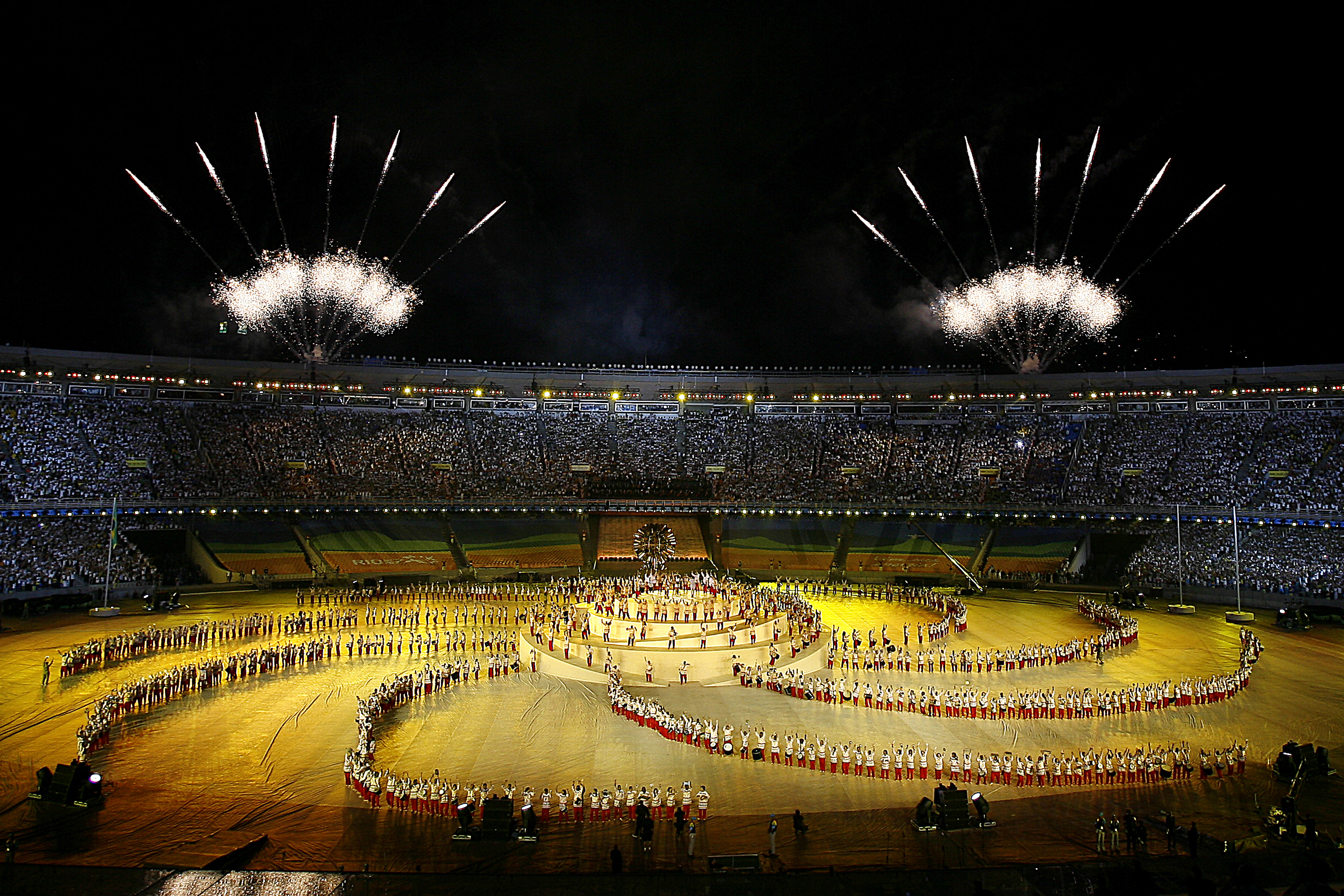
Eröffnungsfeier der Panamerikanischen Spiele 2007.

Obwohl das Maracanã überwiegend zur Austragung von Fußballspielen genutzt wird, finden auch regelmäßig kulturelle Veranstaltungen im Stadion statt.

### Konzerte
- Die Auftritte von Frank Sinatra (1980), Kiss (1983), Queen (1985), Tina Turner (1987) und Paul McCartney (1991) lockten jeweils rund 180.000 Menschen ins Stadion.
- Die Gruppe a-ha (1991 bei Rock in Rio II) stellte sogar mit rund 195.000 Menschen einen Besucherweltrekord für Konzerte in Stadien auf. Dieser wird auch noch im Guinness-Buch der Rekorde 2004 erwähnt.
- Weitere Künstler waren: Udo Jürgens (1974), Sting (1987), Bon Jovi (1990), Madonna (1993, 2008), Rolling Stones (1995), Backstreet Boys (2001), The Police (2007), Ivete Sangalo (2006).

### Sonstiges
- Im Jahr 1980 feierte Papst Johannes Paul II. bei seinem Brasilien-Besuch eine Papstmesse im Maracanã.

## Zitat
„Nur drei Menschen haben mit einer einzigen Bewegung das Maracanã zum Schweigen gebracht: Frank Sinatra, Papst Johannes Paul II. und ich.“